# Marguerite Snow
Marguerite Snow (9 de septiembre de 1889 - 17 de febrero de 1958) fue una actriz estadounidense de la época del cine mudo. 

## Biografía
Nacida en Salt Lake City (Utah). Su padre, Billy Snow, era comediante y vivían en Savannah (Georgia). Tras la muerte de su padre, la familia se mudó a Denver (Colorado), donde Marguerite se educó en la Academia Loretta Heights.
Snow fue actriz a una edad temprana, destacando en el cine tras una exitosa carrera teatral en la que llegó a trabajar en el circuito de Broadway. Marguerite Snow empezó su carrera cinematográfica en 1911 trabajando para la Compañía Thanhouser en New Rochelle, Nueva York y para el estudio Metro Pictures, posterior MGM. Algunas de las cintas en las que actuó fueron Baseball and Bloomers (1911), A Niagara Honeymoon (1912), The Caged Bird (1913), Broadway Jones (1917), The Veiled Woman (1922), y Kit Carson Over The Great Divide (1925). En Broadway Jones Snow interpretaba a una estenógrafa, y el film suponía la primera actuación cinematográfica de George M. Cohan. Snow no volvió a actuar para la pantalla tras el inicio del cine sonoro.
Se casó dos veces. Su primer marido fue James Bosen, un actor y director cinematográfico cuyo nombre artístico era James Cruze, y con el cual se casó en enero de 1913. Él trabajaba con Famous Players-Lasky y fue uno de los directores más conocidos de la época. Durante el proceso de divorcio llevado a cabo en octubre de 1923 Snow afirmó que su marido la maltrataba con frecuencia. En una ocasión Cruze golpeó a su esposa, que cayó al suelo y perdió un diente. La pareja tuvo una hija, Julie Jane. Posteriormente, el 25 de diciembre de 1925, Snow se casó con Neely Edwards, un actor cinematográfico que fue el maestro de ceremonias en la obra teatral The Drunkard.
En 1957 fue sometida a una intervención quirúrgica renal. No pudo superar las complicaciones de la operación y falleció en la Motion Picture Country Home de Los Ángeles, California, en 1958. Tenía 68 años de edad. Fue enterrada en el Cementerio Forest Lawn Memorial Park de Glendale (California).